# La Vérité avant-dernière
La Vérité avant-dernière (titre original : The Penultimate Truth) est un roman de science-fiction de Philip K. Dick paru en 1964 aux États-Unis. 
Pour l'écriture de ce roman Philip K. Dick a réécrit et complété la nouvelle Les Défenseurs (The Defenders) en s'inspirant des nouvelles À l'image de Yancy (The Mold of Yancy) et Machination (The Unreconstructed M).

## Résumé
Dans le futur, la guerre atomique mondiale a forcé les humains à vivre dans des abris souterrains.
Cela dure depuis des générations.
Toute la production est orientée vers l'effort de guerre, et jour après jour, la télé diffuse des images de désolation venant de la surface, où les robots fabriqués dans les profondeurs de la Terre s'affrontent en permanence.
Sortir des abris est illégal, mais un jour, un individu emprunte les couloirs interdits pour retrouver la surface.
S'attendant à périr sous les radiations et les attaques robotiques, il découvre des domaines verdoyants où vivent une poignée d'humains, dont la seule activité est de produire des films de guerre apocalyptiques.
La guerre est finie depuis de nombreuses années, mais les maîtres de la surface entretiennent l'illusion.

## Parutions

### Parutions aux États-Unis
Le roman a été publié pour la première fois en septembre 1964 chez Belmont.

### Parutions françaises
- Robert Laffont, coll. Ailleurs et Demain no 32, 1974 ; réédition la même année et en 1983  (ISBN 2-221-02123-1)
- J'ai lu, coll. Science-fiction no 910, 1979  (ISBN 2-277-11910-5), couverture de Tibor Csernus ; réédition en 1989  (ISBN 2-253-04909-3), couverture de Manchu
- In Dédales sans fin, Omnibus - tome 2, 1993  (ISBN 2-258-03697-6)
- 10/18, coll. Domaine étranger no 3207, 2000  (ISBN 2-264-03000-3)
- In Romans 1963-1964, J'ai lu, coll. Nouveaux Millénaires no 22, 2013  (ISBN 978-2-290-03408-8), traduction révisée par Sébastien Guillot